# Зюзник
Зю́зник (лат. Lycópus) — род многолетних травянистых растений семейства Яснотковые (Lamiaceae).

## Ботаническое описание
Многолетние травянистые растения.

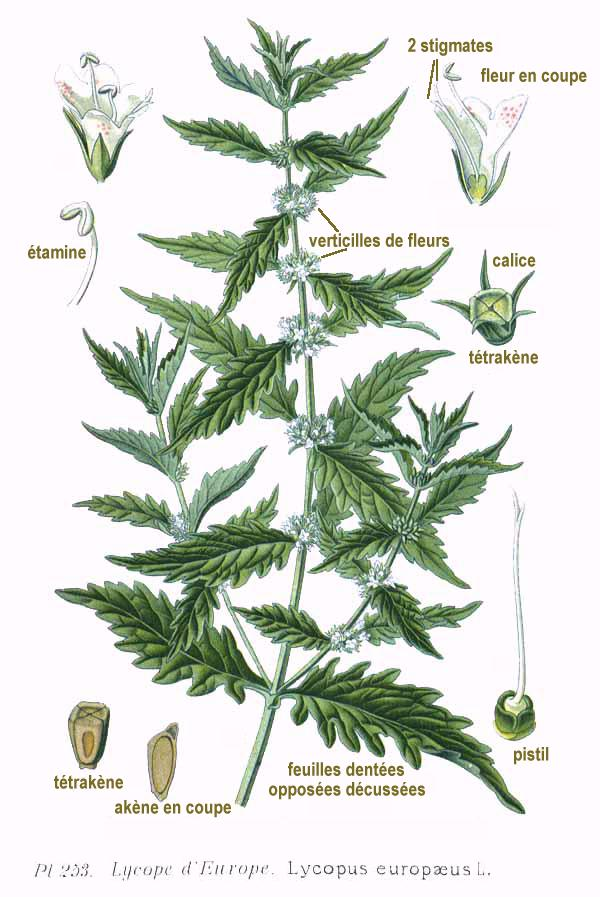
Зюзник европейский (Lycopus europaeus).

Листья надрезаннозубчатые или перисторассечённые.
Цветки пучками в пазухе листьев. Чашечка колокольчатая, 4—5-рассечённая. Венчик колокольчатый, 4-раздельный. Только две тычинки с пыльниками, а две без пыльников.
Орешки гладкиe.

## Классификация

### Таксономия
Lycopus L., 1753, Sp. Pl. : 21
Род Зюзник относится к семейству Яснотковые (Lamiaceae) порядка Ясноткоцветные (Lamiales), который последовательно входит в вышестоящие клады Ламииды → Астериды → Суперастериды → Эвдикоты → Цветковые растения. Таксономическая схема в соответствии с Системой APG IV по состоянию на декабрь 2023 года:
|  |                          |  |                                   |                                   |                      |  | еще 23 семейства |               |               |                                                          |
|  |                          |  |                                   |                                   |                      |  |                  |               |               | 21 подтвержденный вид и 6 видов, ожидающих подтверждения |
|  |                          |  |                                   | порядок Ясноткоцветные            |                      |  |                  |               | род Зюзник    |                                                          |
|  |                          |  |                                   | порядок Ясноткоцветные            |                      |  |                  |               | род Зюзник    |                                                          |
|  | клада Цветковые растения |  |                                   |                                   | семейство Яснотковые |  |                  |               |               |                                                          |
|  | клада Цветковые растения |  |                                   |                                   |                      |  |                  |               |               |                                                          |
|  |                          |  | ещё 63 порядка цветковых растений | ещё 63 порядка цветковых растений |                      |  |                  | еще 267 родов | еще 267 родов |                                                          |
|  |                          |  |                                   | ещё 63 порядка цветковых растений |                      |  |                  |               | еще 267 родов |                                                          |